# Por una ética del futuro
Por una ética del futuro es una recopilación publicada en 1990 por Hans Jonas, y que presenta dos textos que resumen ideas de este autor expuestas en conferencias que daba para explicar su obra El principio de responsabilidad. Los dos textos aludidos son Filosofía - Mirada en retrospectiva y en prospectiva relativo al fin del siglo y Sobre el fundamento ontológico de una ética del futuro.

El desafío de la futura bioética es que, más que nunca, poseemos conocimiento científico y capacidad tecnológica, y sin embargo no tenemos la mínima noción de cómo utilizarlos, siendo que la crisis de nuestra era es la de haber adquirido un poder inesperado que debemos usar en medio del caos de un mundo postradicional, postcristiano, y postmoderno.
Hugo Tristram Engelhardt Jr.

## Filosofía - Mirada en retrospectiva y en prospectiva relativo al fin del siglo
Este texto fundamentalmente se basa en una conferencia dada en Munich el 25 de mayo de 1992, en la cual Hans Jonas presenta su visión personal de la filosofía del siglo XX que él mismo ha vivido, así como un interesante aspecto normativo, a través del que Jonas enuncia lo que la filosofía debe ser y hacia lo que la filosofía debe orientarse. En cierta manera, estas personales ideas son una especie de testamento (ya que falleció en 1993), una rápida instantánea genealógica de sus puntos de vista sobre la filosofía, el que ofrece Jonas en esa conferencia.
Partiendo de la constatación del divorcio entre el cuerpo y el espíritu (como es el caso por ejemplo en la concepción de Edmund Husserl y de Martín Heidegger), entre la materia y el pensamiento, Jonas defiende la unidad del ser así como la necesidad de reconciliar esos dos polos interdependientes (lo material y lo inmaterial).
Con toda evidencia, los grandes temas característicos del pensamiento de Jonas, se encuentran bien desarrollados en "El principio responsabilidad", así como también en El fenómeno de la vida - Hacia una biología filosófica.

### La escuela fenomenológica y su crítica
En esta conferencia, Hans Jonas comienza por hacer el elogio de Edmund Husserl, de quien por un tiempo fue alumno en Friburgo de Brisgovia.
La fenomenología fue sin duda una influencia importante en la formación de Jonas. No obstante ello, este filósofo destaca los límites de esta escuela, que entre otras cosas reside en que la fenomenología se limita a la « consciencia pura ».
¿Cómo comprender nuestro cuerpo? ¿Cómo no perder sentido de realidad, si reducimos nuestra parte física a un simple dato de nuestra conciencia, como por ejemplo lo hace el idealismo husserliano? Según Jonas, la piedra que entorpece a la fenomenología, es no tratar como se debe el sentido de la corporeidad.
¿Qué decir, en tanto fenomenología, del enunciado: "Tengo hambre"? ¿Y suponiendo que hay una fenomenología de las sensaciones de hambre y de saciedad, tendría ella alguna cosa a decir sobre lo que está en juego aquí? La idea última de Jonas es que este tema de la corporeidad, conduce al corazón de los problemas de justicia social, y especialmente al espinoso asunto de la distribución y de la justa repartición de bienes.

### El «terremoto» de Martín Heidegger y sus límites
Fue gracias a la filosofía de Martín Heidegger, y especialmente de la obra El ser y el tiempo, que Jonas abandona las concepciones de Edmund Husserl.

### Hacia una toma de conciencia de los inconvenientes planteados por el desarrollo tecnológico
Hiroshima y la carrera armamentista atómica, fueron la chispa que en su momento desencadenaron las críticas a las tecnologías.
Las reflexiones sobre los inconvenientes de los desarrollos tecnológicos, nacieron pues bajo el signo de la angustia, y bajo la amenaza del apocalipsis.
Pero los grandes avances biológicos y médicos que algo más tarde se sucedieron, igualmente provocaron una intensa reflexión filosófica, especialmente en el área de la bioética.
Los desarrollos tecnológicos estuvieron pues en el centro de encendidos debates y estudios filosóficos de todo tipo, por una parte como consecuencia del uso bélico de la energía atómica, pero también en el campo de la biología, por los experimentos y aplicaciones en los que se plantean problemas éticos, y especialmente en los casos en los que la propia dignidad humana está en juego.
Pero el problema esencial que plantean hoy día las tecnologías, está ligado a la utilización masiva y repetida por parte de millones de individuos de ciertos productos tecnológicos, lo que causa o podría causar en el mediano plazo consecuencias desastrosas sobre nuestro planeta y sobre la vida allí asentada. Y Jonas personalmente no se inquieta tanto por un apocalipsis repentino, de tipo nuclear o de alguna otra clase, sino por el contrario por un "apocalipsis acumulativo y progresivo" (tipo tormenta de arena). Y es así que la cuestión del declive de la relación humanidad/mundo, espíritu/materia, es planteada de una manera inédita, a la luz de un posible y hasta probable desastre de dimensiones planetarias.
Nuestras obligaciones en cuanto especie se ven así aumentadas: Debemos preservar nuestro planeta y su bioesfera, ya que la vida humana y la diversidad biológica dependen de ello (léase también equilibrio simbiótico).

Es bajo este aspecto eminentemente práctico, que debe darse la reconciliación entre nuestra especie, en muchos aspectos soberbia y temeraria, con todo lo que nos rodea y de todo lo que nos servimos para vivir, lo que debe ubicarse en el centro de nuestras preocupaciones filosóficas. Observo una tarea urgente de la filosofía en el momento presente y para los tiempos que vendrán.

Jonas es partidario de una filosofía de mantenimiento, ubicando en el centro la reconciliación entre las ciencias físicas que tratan lo corporal, con nuestros valores espirituales más sentidos.

### De las ciencias a la metafísica
El planeta Tierra es una isla de vida, tal vez incluso la única en el universo con vida inteligente o con la diversidad con la cual la conocemos. Y debemos considerar nuestra vida y la vida en general, como un muy « feliz azar ».
La vida es un milagro excepcional. El evolucionismo de Charles Darwin puso de relieve la larga evolución de lo viviente, evolución azarosa, probabilística y tal vez ciega, y ciertamente imprevisible. Muy posiblemente esta vida o al menos sus constituyentes básicos, provienen del polvo estelar, de la materia cósmica.

Es la misma sustancia primaria esparcida a través del espacio cósmico en galaxias, soles, planetas, cuerpos menores, y polvo cósmico, que igualmente ha producido la vida, así como el placer y el dolor, la voluntad y el miedo, el amor y el odio.

Las técnicas y las tecnologías se desarrollaron a una velocidad prodigiosa, cubriendo la brecha entre las primeras primitivas herramientas hasta las modernas tecnologías que hoy día nos rodean. Pero este dominio de la naturaleza tiene necesidad de ser controlado, y por el momento no está nada claro que el hombre como grupo y como especie sea capaz de hacerlo.
La ética, en una primera instancia restringida a las relaciones interpersonales, debe ampliarse y considerar que los individuos son producto de la unión de un cuerpo y de un espíritu, y a ese título ligados al planeta y a las otras formas de vida en un cierto equilibrio simbiótico. Y la ética debe responder a esta nueva situación donde los humanos, « la más voraz y predadora de todas las criaturas », interactúan con la naturaleza en forma por demás significativa (cf Hannah Arendt, [Arendt-1958]).

En el espíritu, nobleza y fatalidad se encuentran.

El espíritu hace toda la dignidad de la vida humana, pero es ese mismo espíritu que oscurece el horizonte de las futuras generaciones.
Respecto de este asunto, Jonas evoca una de sus ideas centrales: La heurística del miedo. Es teniendo presente la amenaza que el hombre desencadena sobre la propia humanidad, que será posible evitar la catástrofe, de concebir la responsabilidad. Y desarrollar esta conciencia de nuestra responsabilidad, se convierte en la misión de la filosofía. Es necesario despertar la conciencia del hombre, y reconciliar cuerpo y espíritu, pensamiento y materia. Tal es lo que ha hecho Jonas al fundar ontológicamente la responsabilidad, en las cosas mismas.
La obligación de existir del hombre es objetiva, en sí misma, y está anclada en el propio ser. Y una de las cuestiones sin precedentes que se plantea, es saber cómo el hombre puede conservar su lugar en el seno de la naturaleza.

## Sobre el fundamento ontológico de una ética del futuro
Ese texto está basado en una conferencia pronunciada por primera vez por Hans Jonas en 1985. Es un texto bastante sintético, en donde Jonas explicita el fundamento ontológico de su ética, así como también en qué consiste la misma.

Sólo el principio de responsabilidad podrá devolver la inocencia perdida por la degradación del medio ambiente y por la explotación de la energía atómica, y encauzar las enormes posibilidades de la investigación genética. Bajo estos parámetros de responsabilidad el hombre y el mundo salvarán su libertad y saldrán invulnerables frente a cualquier amenaza o ingenuidad de nuevos poderes.

### Fundar objetivamente la preservación de las futuras generaciones
Jonas comienza por definir lo que entiende por ética del futuro: Simplemente es una ética que toma en cuenta las futuras generaciones, y que intenta protegerlas, lo que se revela como necesario dado que la potencia tecnológica de occidente agrede cada día más a la naturaleza y a la biosfera, amenazando incluso la existencia futura de la propia especie humana.

"La responsabilidad nos incumbe sin que expresamente lo queramos, en razón de la dimensión de la presión que hacemos cotidianamente sobre el ambiente."

Esta ética de la responsabilidad necesita una futurología, es decir, una representación elaborada de manera científica, sobre lo que puede implicar para el porvenir nuestro modo actual de vida, léase, una estrategia de existencia fundamentalmente centrada en la producción y en el consumo masivo, sin mayormente considerar como costo ni los desechos ni las múltiples alteraciones que se producen sobre el medio ambiente o sobre la salud humana.
Jonas propone fundar esta ética de la responsabilidad de manera ontológica.
Y en primer lugar: ¿Por qué fundarla? Porque si la obligación de preservar las futuras generaciones realmente existe, la misma no se impone a todos.

"Es necesario que el deber sea sentido para que se lo respete, aunque el mismo existe, aunque el mismo no sea ni probado ni ensayado ni sentido, de donde la necesidad que se tenga un propio fundamento independiente."

Se trata de un deber bien real, pero la necesidad de fundarlo surge del hecho que no todos lo entendemos ni lo tenemos presente.
¿Pero qué es lo que hay detrás de este término bárbaro de fundamento ontológico? Fiel a su hábito de expresarse claramente, Jonas utiliza un ejemplo concreto.
La necesidad de comer está fundada ontológicamente, pues pertenece a nuestro ser, a la esencia de alimentarnos para sobrevivir, y lo que además está inscrito en nuestro propio ser. En revancha, la afirmación Es necesario trabajar para comer, no está fundado ontológicamente, pues lo expresado depende del mundo exterior y de nuestro sistema social, y no de nuestro ser mismo.
En consecuencia, fundar ontológicamente una cosa consiste en invocar «una cualidad que pertenece indisolublemente al ser de la cosa». Jonas quiere así fundar en las cosas mismas, con objetividad, con responsabilidad. Y que es necesario proteger a las generaciones futuras, es una obligación en sí misma.
Pero con ese enfoque, Jonas pretende romper la cerca establecida entre el deber y el ser.
¿Es posible fundar en el propio ser, valores y deberes? ¿La moral acaso es objetiva y no subjetiva?
Enfoques por cierto controvertidos, pero en todo caso, ésta es la propuesta del citado filósofo alemán.